# Armando Carta
Armando Carta (Vicenza, 2 gennaio 1933) è un ex calciatore italiano, di ruolo attaccante.

## Carriera
Debutta in Serie B nel 1952 con il Fanfulla, disputando due campionati e totalizzando 37 presenze e 9 reti.
In seguito gioca per altre due stagioni in Serie B con il Brescia (inizialmente in prestito dal Fanfulla), disputando 62 gare e mettendo a segno 12 gol.
Continua la carriera in Serie C, in prestito al Siracusa; dopo aver riscattato la lista dal Brescia, passa al Siena e chiude la carriera con sei stagioni ad Agrigento nell'Akragas.